# Двусветный зал
Двусветный зал, Второй свет (итал. Sala a doppia altezza, нем. Doppelte Lichthalle) — в архитектуре — интерьер, помещение, большой зал с высотой стен в два этажа, не разделённых внутренними перекрытиями. При наличии двух ярусов оконных проёмов такой зал именуют двусветным, а «вторым светом» называют верхний ряд окон. Происхождение такого типа светских интерьеров связано, вероятно, с эволюцией «зальных храмов» (с одинаковой высотой главного и боковых нефов) и перенесения их архитектуры в дворцовое строительство XVII—XVIII веков.
«Залы в два света» создавали в дворцовой архитектуре классицизма и барокко как представительные, парадные помещения, например: аудиенц-зал, тронный зал, обычно следующие за парадной лестницей и анфиладой помещений главного, второго этажа (итал. piano nobile), отличающегося достаточной высотой. Подобные залы из-за двух рядов окон давали больше света; вместе с лепниной, скульптурой, плафонными росписями, часто иллюзорного характера, «раскрывающими небо» (итал. pittura di sotto in sù — «живопись под потолок», или «снизу вверх») с эффектами «обмана зрения» trompe-l'œil, они и в наше время производят сильное впечатление.
Двусветной является Иорданская лестница Зимнего дворца в Санкт-Петербурге, созданная по проекту архитектора Б. Ф. Растрелли в 1758—1761 годах. Её прототипом были классические сооружения итальянского барокко: вестибюль палаццо Дураццо в Генуе (1628—1630), лестница вестибюля Университета в Генуе (1630—1634) архитектор Б. Бьянко, генуэзские дворцы Г. Алесси, лестница Королевского дворца в Казерте, близ Неаполя (1752—1774), архитектор Л. Ванвителли. Композиция таких парадных лестниц была призвана символизировать продвижение из сумрака первого этажа к свету верхнего. Этому придавалось как светское церемониальное значение, так и религиозное.
Двусветным является Белый зал дворца Кадриорг (Екатериненталь) в Таллине (проект Н. Микетти, строительство М. Г. Земцова, 1718—1723), Танцевальный и Большой зал (в XVIII веке его называли «Светлой галереей») Большого дворца в Царском Селе (архитектор Б. Ф. Растрелли). С «двойным светом» устроены Колонный зал и ротонда Таврического дворца в Санкт-Петербурге (1782—1789, архитектор И. Е. Старов. Двусветным стал после перестройки XIX века «Мраморный (Орловский) зал» Мраморного дворца на набережной Невы в Санкт-Петербурге (1768—1785, архитектор А. Ринальди, перестройка 1843—1851 годов архитектора А. П. Брюллова).

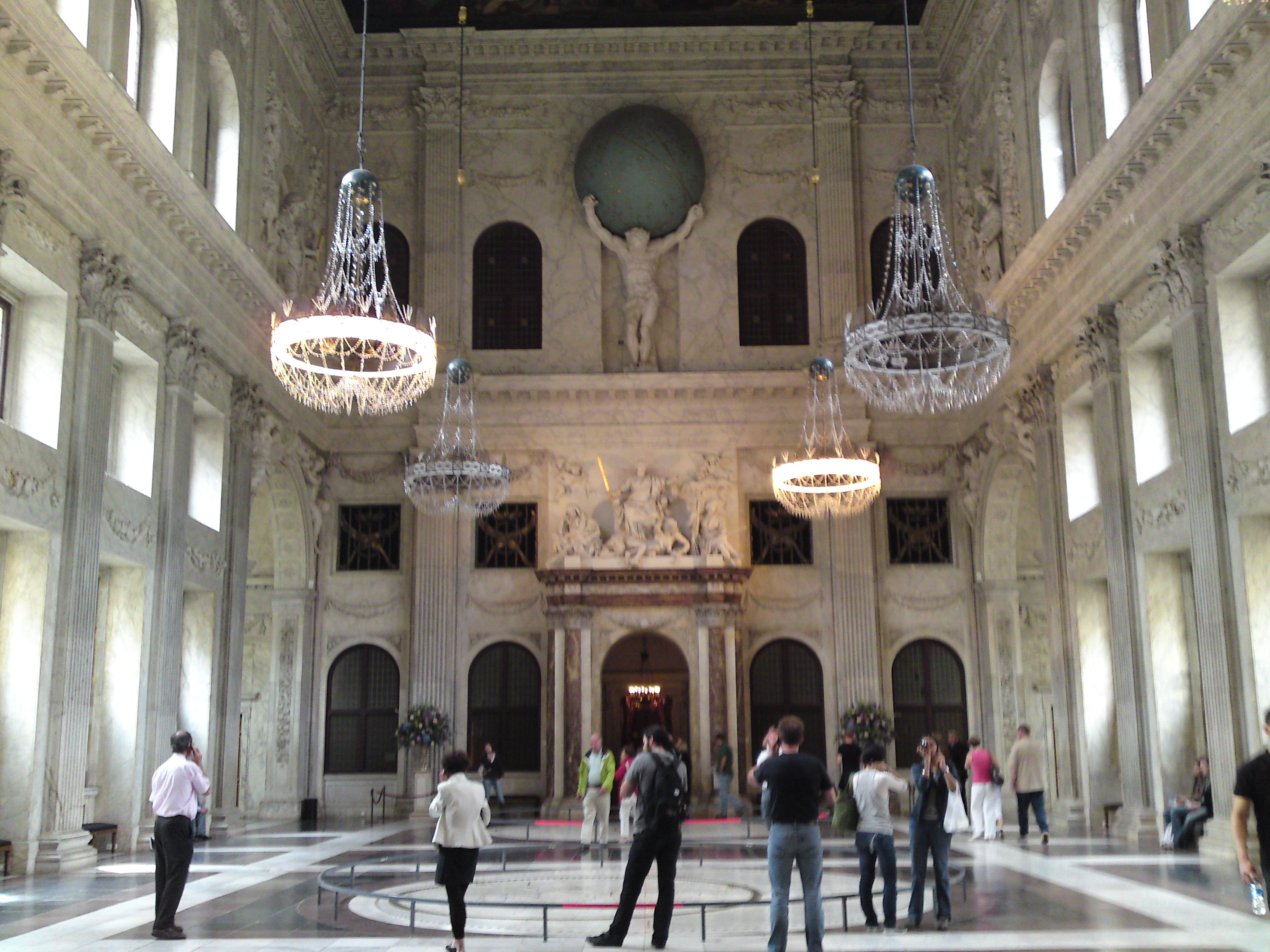
Зал городского собрания (Бургерзал) Ратуши в Амстердаме. 1665. Архитектор Якоб ван Кампен.
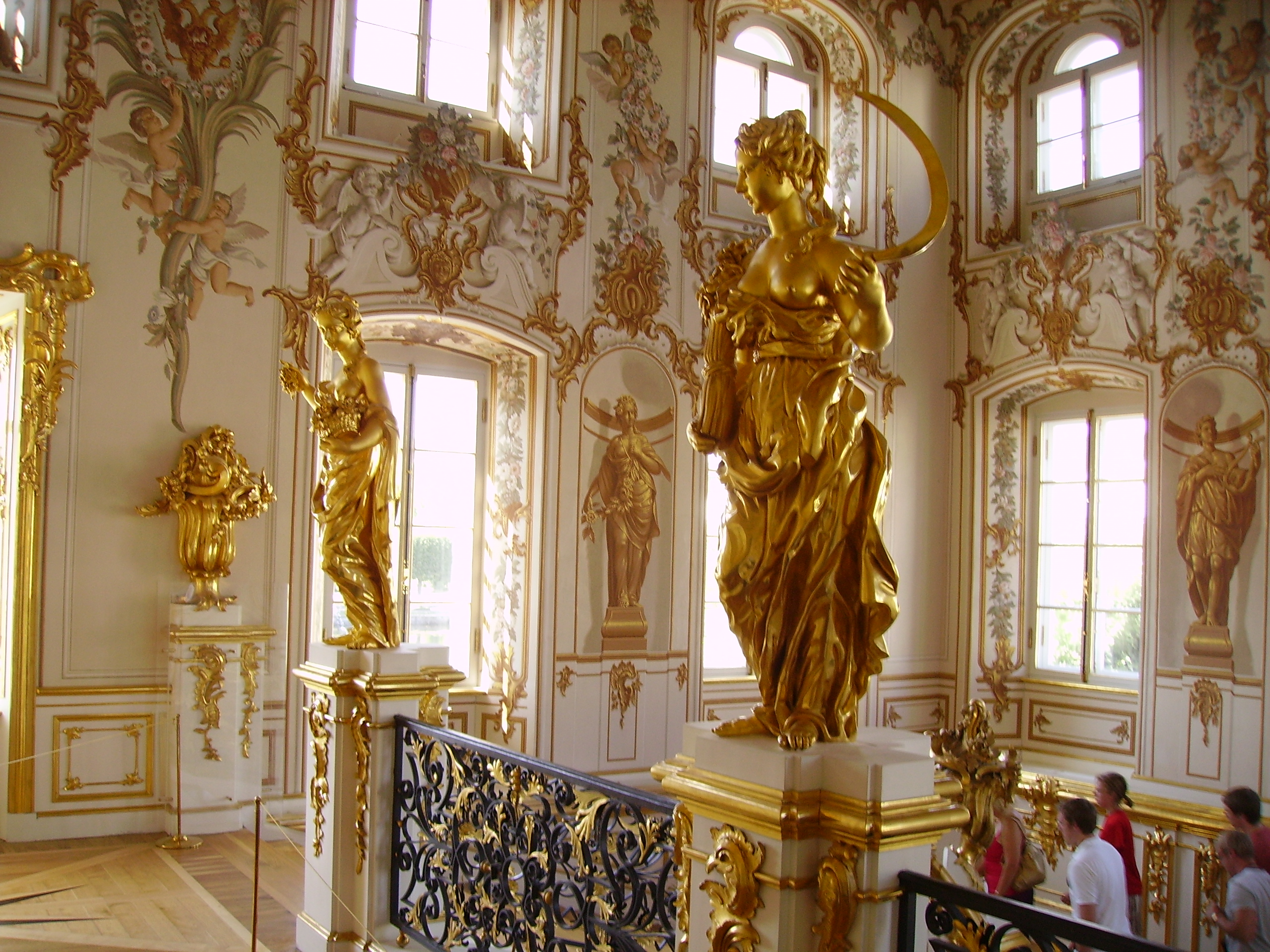
Парадная лестница Большого петергофского дворца. 1740-е гг. Архитектор Б. Ф. Растрелли
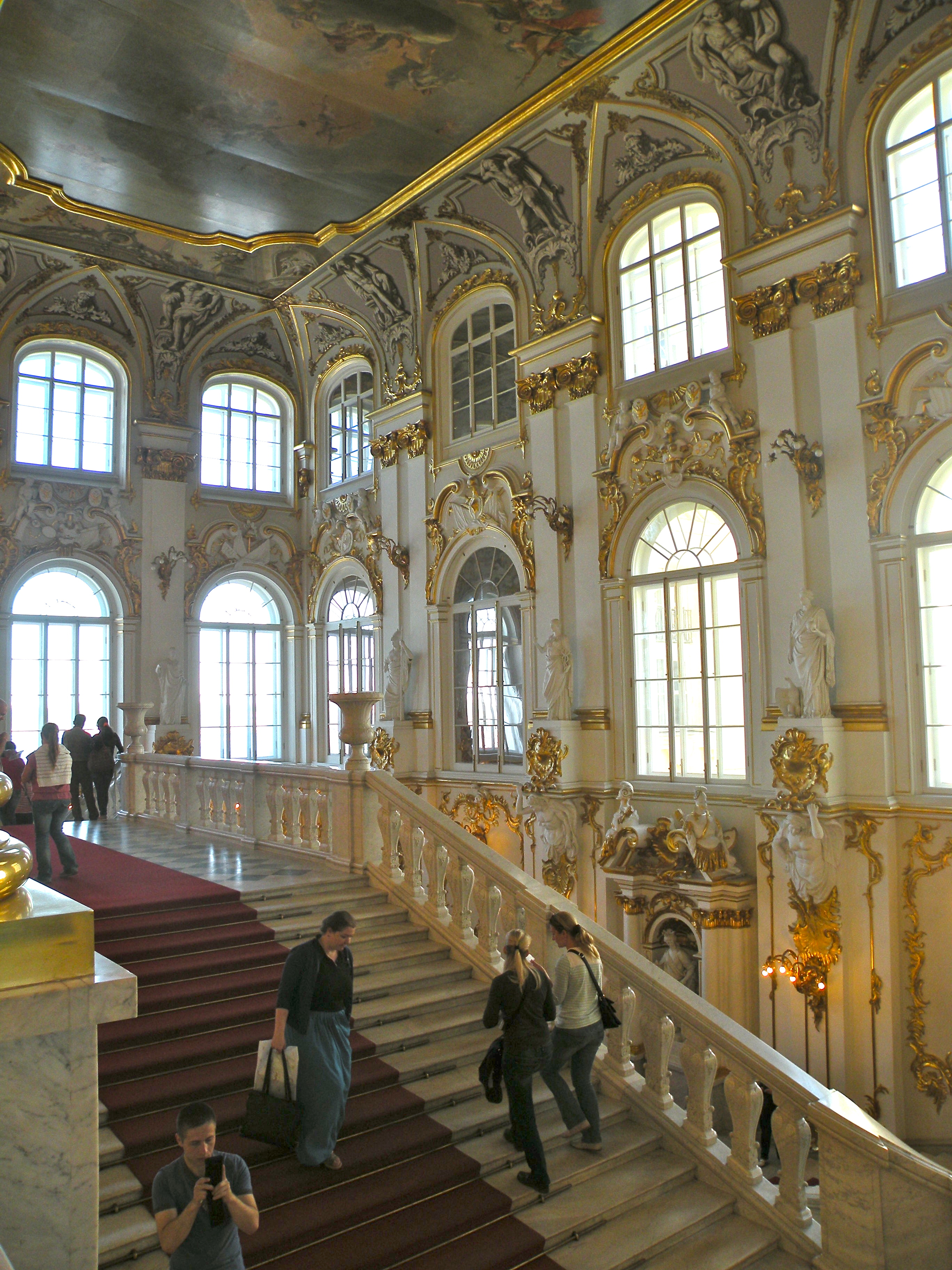
Иорданская лестница Зимнего дворца в Санкт-Петербурге. 1758—1761. Проект архитектора Б. Ф. Растрелли (перестройки XIX в.)
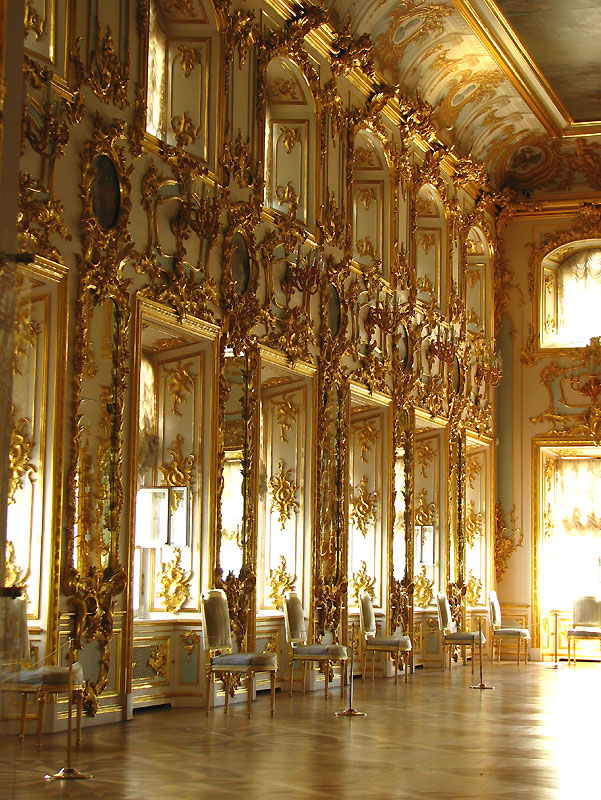
Танцевальный зал Большого дворца в Петергофе. 1745—1750. Архитектор Б. Ф. Растрелли
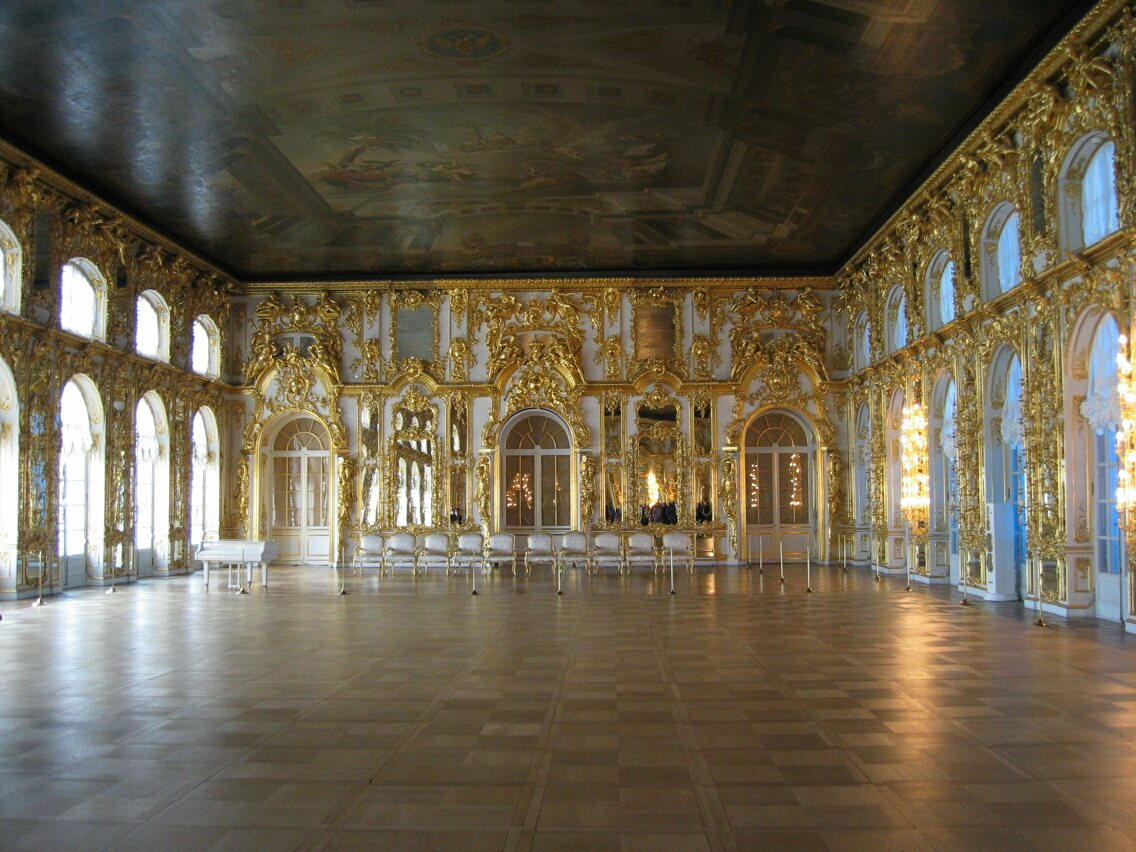
Большой зал (Светлая галерея) дворца в Царском Селе. 1752–1756. Архитектор Б. Ф. Растрелли
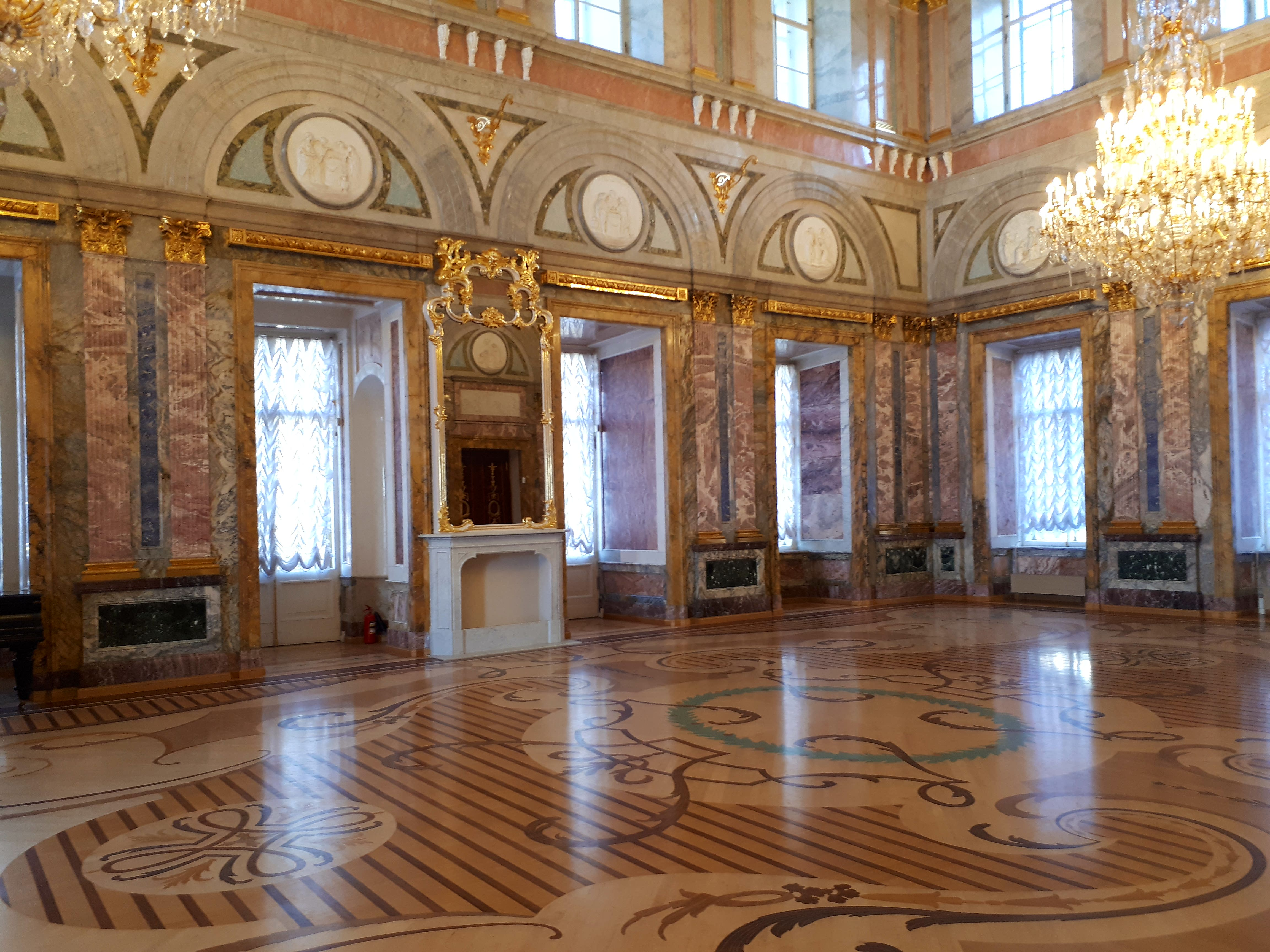
«Мраморный (Орловский) зал» Мраморного дворца в Санкт-Петербурге. 1768—1785. Архитектор А. Ринальди. Перестройка 1843—1851 годов А. П. Брюллова